# Проспект Маршала Рокоссовського (Київ)
У Вікіпедії є статті про інші проспекти з назвою Проспект Рокоссовського
Проспе́кт Ма́ршала Рокоссо́вського — проспект в Оболонському районі міста Києва, місцевість Пріорка, житловий масив Мінський. Пролягає від Полярної вулиці до вулиці Юрія Кондратюка.
Проспект Маршала Рокоссовського є найкоротшим з усіх проспектів міста — його довжина становить всього 680 м.

## Історія
Проспект спроєктований під назвою Бульварна вулиця у 1960-ті роки. Сучасна назва на честь радянського воєначальника та Маршала Польщі Костянтина Рокоссовського і забудова — з 1970 року.
У 2023 році члени експертної комісії вирішили не змінювати назву проспекту попри кампанію декомунізації, що розгорнулася внаслідок російської спроби завоювання України.
2 квітня 2025 шляхом  дерусифікації було запропоновано перейменувати низку  вулиць та  проспектів у Києві, серед них й проспект маршала Рокоссовського, який запропонували перейменувати на честь Дмитра Павличка, 
українського видатного поета та шістдесятника.

## Важливі установи
- 3-б — Бібліотека «Дивосвіт» для дітей
- 4 — Аптека КП «Фармація»;
- 5 — СЗШ № 9;
- 6-а — Дитячий садок № 527;
- 10-а — ДАІ Оболонського району.